# Гильом Иордан (граф Триполи)
Гильом (Гильем) Журден или Иордан (кат. Guillem Jordà, фр. Guillaume Jourdain; ум. 1109) — граф Сердани, Конфлана и Берга с 1095, граф Тортосы, граф Триполи с 1105, сын графа Сердани Гильома (Гильема) I Рамона и Санчи Барселонской.

## Биография
Родился не ранее 1077 года, поскольку его родители поженились после 12.11.1076. 
В 1096 году отправился в Первый крестовый поход в составе армии Раймонда IV Тулузского, который был его родственником со стороны матери. По другим данным, присоединился к крестоносцам в 1101/02 году, что более вероятно, учитывая его возраст к тому времени.
После смерти Раймонда IV, воспользовавшись отсутствием его старшего сына Бертрана и малолетством другого сына, Альфонса Иордана, Гильом объявил себя графом Триполи. Графство состояло из городов Тортоса (Тартус) и Джебейль, а Триполи еще предстояло отвоевать у сельджуков. По мнению Вильгельма Тирского, Раймунд IV Тулузский сам назначил Гильома Журдена временным правителем своих палестинских владений как самого близкого родственника из состава крестоносцев.
В начале 1109 года Гильом после трёхнедельной осады завоевал город Арка.
В том же году в марте Бертран Тулузский прибыл на Святую Землю для принятия наследства отца. В роли арбитра выступил король Балдуин I Иерусалимский, предложивший разделить графство Триполи на две части: Тортосу и Арку оставить Гильому Журдену, а Бертрану отдать Джебейль и Триполи после его завоевания.
Гильом Журден участвовал во взятии Триполи крестоносцами 12 июля 1109 года. Во время осады города он был ранен стрелой и вскоре умер, и Бертран стал единоличным правителем графства.
Женат Гильом не был, детей не оставил. Его каталонские владения унаследовал младший брат Бернар I Гильем.